# Glacies canaliculata
Glacies canaliculata is een vlinder uit de familie spanners (Geometridae). De wetenschappelijke naam is voor het eerst geldig gepubliceerd in 1785 door Hochenwarth.
De soort komt voor in Europa.